# Christian von Dillmann

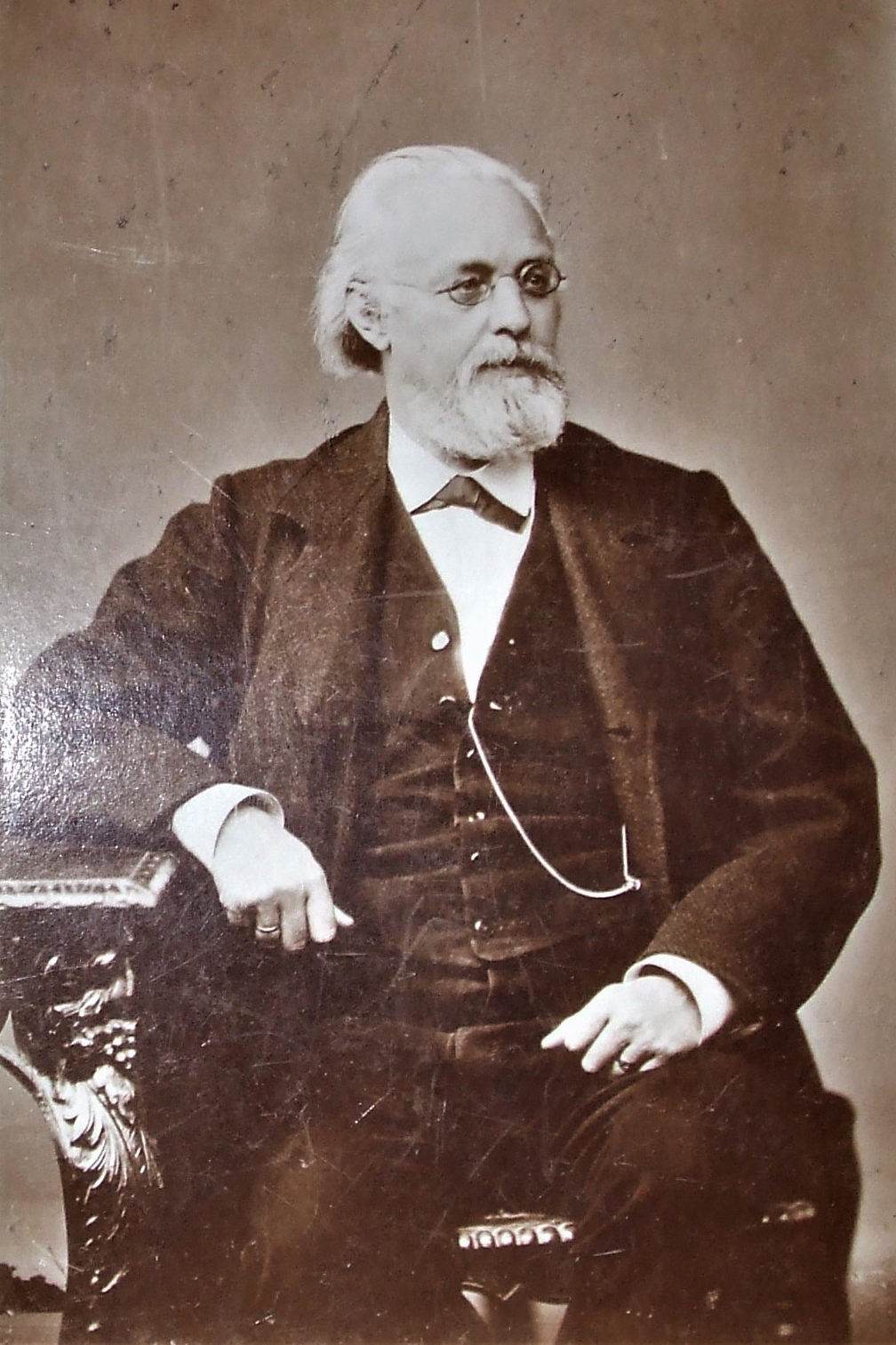
Christian Heinrich Dillmann (1829–1899)

Christian Heinrich Dillmann, ab 1882 von Dillmann, (* 30. Dezember 1829 in Illingen; † 18. Dezember 1899 in Stuttgart) war ein deutscher Pädagoge und Schulreformer. Die Realgymnasien in Württemberg entstanden auf seine Initiative hin. 

## Leben
Dillmann wurde 1829 als ein Sohn des Schulmeisters Elias Dillmann (1794–1877) in Illingen geboren, wo er seine Kindheit verbrachte und unterrichtet wurde. Dillmann war der jüngere Bruder von August Dillmann.
In der für württembergische Theologen üblichen Laufbahn besuchte er in den Jahren von 1843 bis 1847 das Seminar in Maulbronn und von 1847 bis 1851 das Tübinger Stift um anschließend in den Kirchendienst einzutreten. Er schloss sich während seiner Studienzeit der Tübinger Königsgesellschaft Roigel an. Von 1854 an war er Vikar in Neuenbürg und wechselte 1858 als Pfarrvikar nach Esslingen, wo er an der dortigen Oberrealschule (das heutige Georgii-Gymnasium) Religionsunterricht erteilte. 
Im selben Jahr begann er am Stuttgarter Polytechnikum ein Studium der Mathematik und Naturwissenschaften, das er schon 1859 mit der Oberreallehrerprüfung abschließen konnte. Er erhielt eine Anstellung als Hilfslehrer am Gymnasium in Stuttgart, dem heutigen Eberhard-Ludwigs-Gymnasium. Hier unterrichtete er in den Nichtgriechen-Klassen, den so genannten „Barbarenklassen“, Mathematik. 
1865 wurde Dillmann wirklicher Professor der Mathematik am Stuttgarter Obergymnasium. Am 2. Oktober desselben Jahres heiratete er Karoline Luise Fehleisen. Neben seiner Tätigkeit am Gymnasium unterrichtete Dillmann von 1862 bis 1894 am königlichen Katharinenstift und von 1874 bis 1898 am Lehrerinnenseminar.
Dillmann wurde 1873 als Oberstudienrat in die Oberstudienbehörde berufen. Er wurde Ritter des Friedrichs-Ordens 1. Klasse und erhielt 1878 den Orden der Württembergischen Krone 2. Klasse. Der mit persönlichen Adel verbundene Orden der Württembergischen Krone 1. Klasse wurde ihm 1882 verliehen. 
Er starb 1899 kurz vor seinem 70. Geburtstag.

## Leistungen

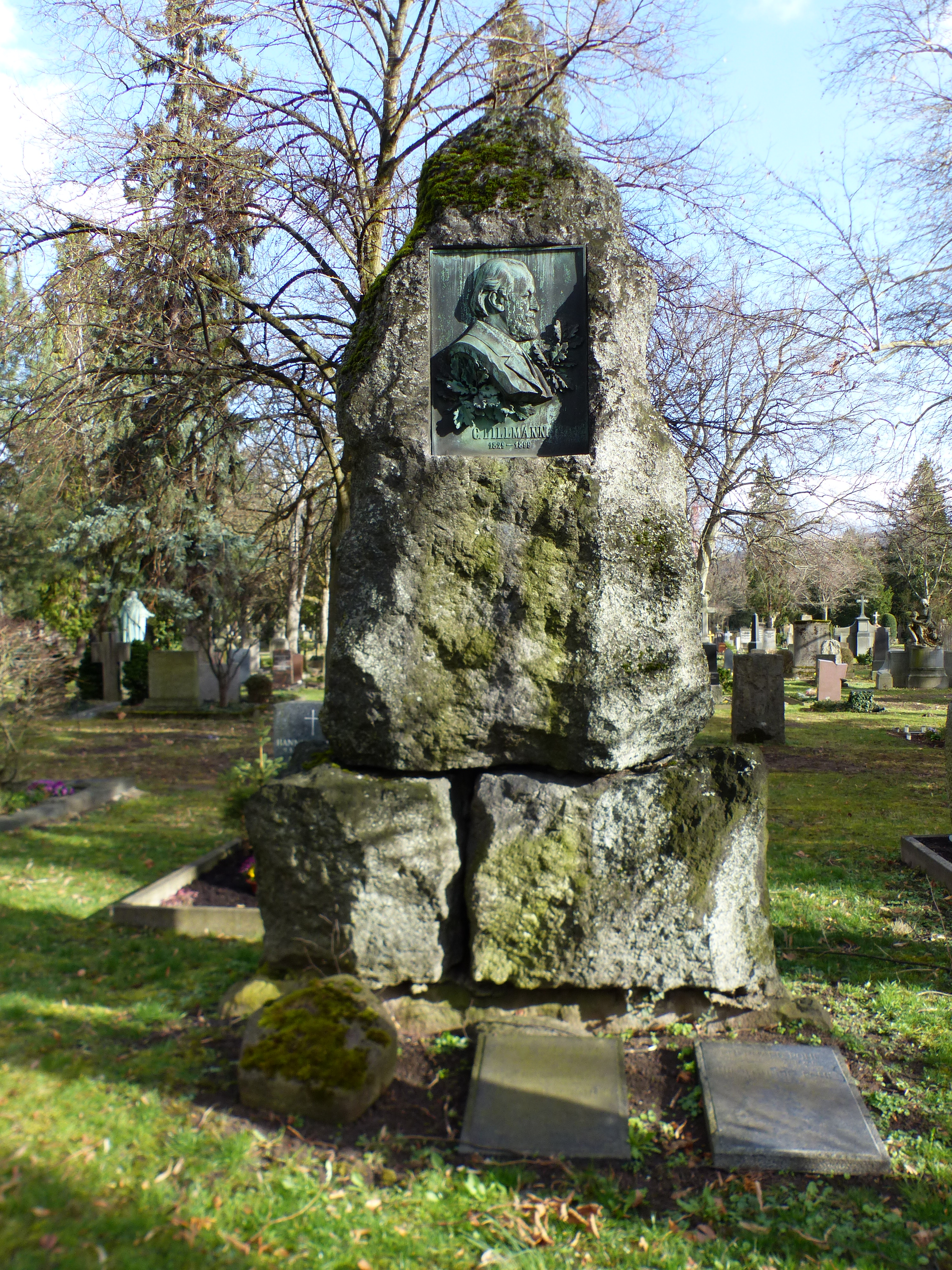
Grabstein auf dem Stuttgarter Pragfriedhof

Dillmann entwickelte in Württemberg den Schultyp des Realgymnasiums. Seine Schrift Die Volksbildung nach den Forderungen des Realismus von 1862 fand die Beachtung des damaligen Kultusministers Ludwig von Golther. Dillmann wurde 1863 zum Studium der Realschulen in Preußen und Sachsen ausgesandt. Die Ergebnisse der Reise führten 1867 zur Ausgliederung der Nichtgriechen-Klassen aus dem Stuttgarter Gymnasium und damit zur Gründung des ersten Realgymnasiums in Württemberg. Die Leitung wurde Dillmann übertragen. Die vorerst noch organisatorisch mit dem Stuttgarter Gymnasium verbundene Anstalt wurde 1872 Vollanstalt, Dillmann war ihr erster Rektor.

## Werke
- Astronomische Briefe. Laupp, Tübingen
  - Bd. 1: Die Planeten, 1892.
  - Bd. 2: Kometen, Sonne, Fixsterne, 1901.
- Die Volksbildung nach den Forderungen des Realismus. Schaber, Stuttgart 1862.
- Der Hagel: Gedanken über seine Entstehung und Verhütung; ein Erinnerungsblatt an das schwere Hagelwetter am Pfingstfest, 19 Mai, 1872. Grüninger, Stuttgart 1872.
- Die Reblaus: (Phylloxera vastatrix). Fehleisen, Reutlingen 1875.
- Das Realgymnasium. Krabbe, Stuttgart 1884.
- Die Mathematik, die Fackelträgerin einer neuen Zeit. Kohlhammer, Stuttgart 1889.
- Das Realgymnasium und die Wuerttembergische Kammer der Abgeordneten. Doerr, Stuttgart 1896.
- Der Schulmeister von Illingen: ein Zeit- und Sittenbild des neunzehnten Jahrhunderts. Metzler, Stuttgart 1901.
- Schulreden. Metzler, Stuttgart 1901.
- Das Christentum, das Ziel der Weltentwicklung: Briefe eines theologischen Naturforschers. Laupp, Tübingen 1913.

## Sonstiges
Das Stuttgarter Realgymnasium wurde zu Ehren von Christian von Dillmann 1926 in „Dillmann-Realgymnasium“ (heute Dillmann-Gymnasium) umbenannt. Der Enzkreis ehrte ihn 1985 durch die Stiftung der Dillmann-Medaille.